# 莫特斯角
67°14′S 67°52′W / 67.233°S 67.867°W
莫特斯角是南極洲的海岬，位於阿德萊德島，由英國的探險隊繪入地圖，以德國的冰川學家命名，現時由南極條約體系管理。